# العلاقات الإيطالية الفلسطينية
العلاقات الإيطالية الفلسطينية هي العلاقات الدولية بين الجمهوريّة الإيطاليّة ودولة فلسطين. لإيطاليا قنصلية عامة في مدينة القدس، ولدولة فلسطين سفارة في مدينة روما.

## التاريخ

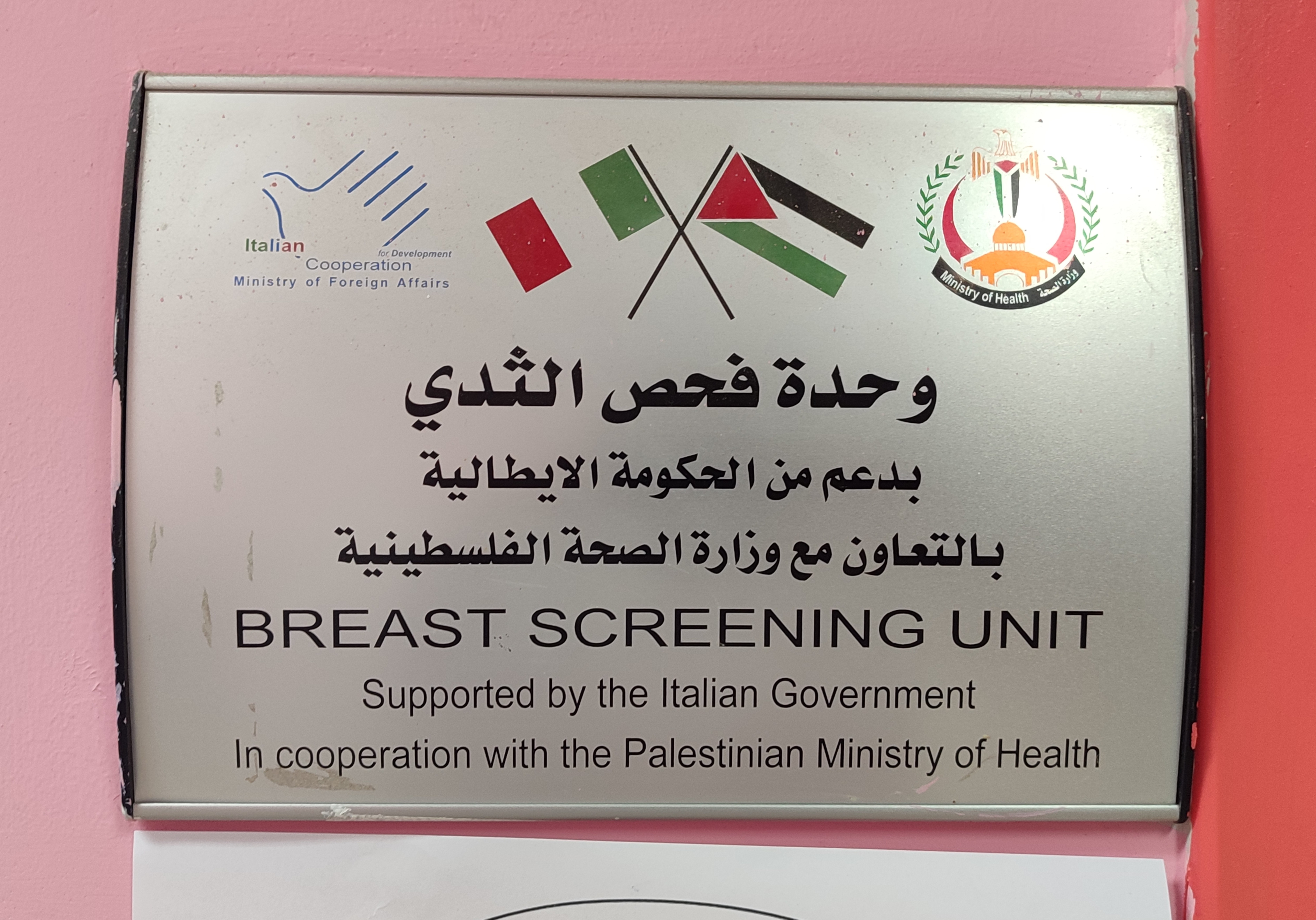
وحدة لفحص الثدي أُنشئت ضمن التعاون الإيطالي الفلسطيني في سلفيت.

بعد حرب 1967، توافد الطلبة الفلسطينيون للدراسة في الجامعات الإيطالية، ومعها أُسس فرع للاتحاد العام لطلبة فلسطين في إيطاليا، والذي كان الحضور الفلسطيني الوحيد حتى عام 1974 عندما استقبل وفد منظمة التحرير الفلسطينية تحت مسمى «المكتب» في مقر جامعة الدول العربية لغاية عام 1979، ويُعد نمر حماد أول ممثل فلسطيني لدى إيطاليا.
في عام 1980، اعترفت إيطاليا بمنظمة التحرير الفلسطينية ممثلًا للشعب الفلسطيني.
بعد الغزو الإسرائيلي للبنان، زار رئيس منظمة التحرير الفلسطينية ياسر عرفات إيطاليا والتقى مع رئيس الوزراء الإيطالي بتينو كراكسي، وافتتح مكتب تمثيلي لمنظمة التحرير الفلسطينية لدى إيطاليا بمسمى «مكتب الإعلام والارتباط» وتمت معاملة المسؤولون الفلسطينيون بصفتهم التمثيلية عن منظمة التحرير الفلسطينية.
في عام 1989، منح الوفد الفلسطيني الصفة الدبلوماسية واعترفت إيطاليا بالمفوضية العامة الفلسطينية لديها.
في 30 نوفمبر 2011، وافق الرئيس الإيطالي جورجيو نابوليتانو على اعتبار الوفد الفلسطيني بعثة دبلوماسية ومنح صفة سفير إلى رئيس البعثة، وفي 10 يناير 2012، قدم السفير صبري عطية أوراق اعتماده بصفة السفير.
كذلك في 31 أكتوبر 2011 امتنعت عن التصويت لصالح انضمام فلسطين لعضوية منظمة الأمم المتحدة للتربية والعلوم والثقافة «اليونسكو».
في عام 2012، صوتت إيطاليا لصالح الاعتراف بدولة فلسطين كعضو مراقب عام 2012 في الأمم المتحدة.
في 27 فبراير 2015، اعترف البرلمان الإيطالي بدولة فلسطين وحث الحكومة الإيطالية على الاعتراف بها.
في عام 2016، انتقد رئيس الوزراء الإيطالي ماتيو رينزي قرار اليونسكو الذي نص على:«يطالب إسرائيل القوة المحتلة بإتاحة العودة إلى الوضع التاريخي الذي كان قائمًا حتى شهر أيلول من عام 2000. يستنكر بشدة الاقتحام المتواصل للمسجد الأقصى/الحرم الشريف من قبل متطرفي اليمين الإسرائيلي. يستنكر القيود التي فرضتها إسرائيل على المسجد الأقصى. يؤكد مجددًا وجوب التزام إسرائيل بصون سلامة المسجد الأقصى/ الحرم الشريف وأصالته وتراثه الثقافي، وفقًا للوضع التاريخي الذي كان قائمًا، بوصفه موقعًا إسلاميًا مقدسًا مخصصًا للعبادة، وجزء لا يتجزأ من موقع للتراث العالمي الثقافي. يؤكد مجددًا أن منحدر باب المغاربة جزء لا يتجزأ من المسجد الأقصى/ الحرم الشريف.» وامتنعت دولته عن التصويت.
في 7 يونيو 2022، منح الرئيس الإيطالي سيرجيو ماتاريلا وسام نجمة إيطاليا الكبرى إلى مي الكيلة وزيرة الصحة تقديرًا لجهودها الكبيرة في تعزيز العلاقات الإيطالية الفلسطينية خلال عملها سفيرةً لدى إيطاليا، وذلك خلال احتفال اليوم الوطني الإيطالي في مدينة رام الله والذي نظمته القنصلية الإيطالية العامة.
في يوليو 2025، وبعد إعلان الرئيس الفرنسي إيمانويل ماكرون أن فرنسا ستعترف بالدولة الفلسطينية في سبتمبر، قالت رئيسة الوزراء جورجيا ميلوني أنها تؤيد بشدة إقامة الدولة الفلسطينية لكنها لا تؤيد الاعتراف بها قبل إقامتها.